# کلرسیکلیزین
کلرسیکلیزین (انگلیسی: Chlorcyclizine) نوعی آنتی هیستامین نسل اول از گروه دی‌فنیل‌متیل‌پیپرازین است و برای درمان حالات آلرژیک مانند رینیت، کهیر، خارش و نیز برای درمان تهوع استفاده می‌شود.